# Model matemàtic
Un model matemàtic utilitza el llenguatge matemàtic per descriure un sistema. El procés de desenvolupar un model matemàtic s'anomena modelització matemàtica. Els models matemàtics s'utilitzen no només en les ciències naturals (com la física, biologia, ciències de la Terra, meteorologia) i d'enginyeria, sinó també en les ciències socials (com l'economia, la psicologia, la sociologia i ciència política); físics, enginyers, informàtics i economistes utilitzen models matemàtics molt àmpliament.
Eykhoff (1974) va definir un model matemàtic com «una representació dels aspectes essencials d'un sistema existent (o un sistema a construir), que presenta el coneixement d'aquest sistema en una forma utilitzable».
Els models matemàtics poden adoptar moltes formes, incloent els sistemes dinàmics, models estadístics, equacions diferencials o models teòrics de jocs. Aquests i altres tipus de models poden superposar-se amb un model donat que implica una varietat d'estructures abstractes.

## Altres definicions
En ciències aplicades, un model matemàtic és un dels tipus de models científics, que empra algun tipus de formulisme matemàtic per expressar relacions, proposicions substantives de fet, variables, paràmetres, entitats i relacions entre variables o entitats o operacions, per estudiar comportaments de sistemes complexos davant de situacions difícils d'observar en la realitat. El terme modelització matemàtica és utilitzada també en disseny gràfic quan es parla de models geomètrics dels objectes en dos (2D) o tres dimensiones (3D).
El significat de model matemàtic en matemàtica fonamental, és diferent. En concret en matemàtiques es treballa amb models formals. Un model formal per una certa teoria matemàtica és un conjunt sobre el qual s'han definit un conjunt de relacions unàries, binàries i trinaries, que satisfaci les proposicions derivades del conjunt d'axiomes de la teoria. La branca de la matemàtica que s'encarrega d'estudiar sistemàticament les propietats dels models és la teoria de models.

## Classificacions dels models
Es podria dir que un model de les ciències físiques és una traducció de la realitat física d'un sistema en termes matemàtics, és a dir, una forma de representar cada un dels tipus d'entitats que intervenen en un cert procés físic mitjançant objectes matemàtics. Les relacions matemàtiques formals entre els objectes del model, han de representar d'alguna manera les relacions reals existents entre les diferents entitats o aspectes del sistema o objecte real. Així una vegada «traduït» o «representat» cert problema en forma de model matemàtic, es poden aplicar el càlcul, l'àlgebra i altres eines matemàtiques per a deduir el comportament del sistema sota estudi. Un model físic requerirà per tant que es pugui seguir el camí invers a la modelització, permetent reinterpretar en la realitat les prediccions del model.

### Segons la informació d'entrada
Pel que fa a la funció de l'origen de la informació utilitzada per construir els models poden classificar d'altres formes. Podem distingir entre models heurístics i models empírics:
- Models heurístics (del grec euriskein, «trobar, inventar»). Són els que estan basats en les explicacions sobre les causes o mecanismes naturals que donen lloc al fenomen estudiat.
- Models empírics (del grec empeirikos, «relatiu a l'experiència»). Són els que utilitzen les observacions directes o els resultats d'experiments del fenomen estudiat.

### Segons el tipus de representació
A més en els models matemàtics trobem diferents denominacions en les seves diverses aplicacions. Una possible classificació pot atendre a fer prediccions de tipus qualitatiu o pretendre quantificar aspectes del sistema que s'està modelant.
- Models qualitatius o conceptuals: aquests poden utilitzar figures, gràfics o descripcions casuals, en general s'acontenten a esbrinar si l'estat del sistema anirà en una determinada direcció o si augmentarà o disminuirà alguna magnitud, sense importar exactament la magnitud concreta de la majoria d'aspectes.

- Models quantitatius o numèrics: utilitzen números per representar aspectes del sistema modelitzat i generalment inclouen fórmules i algorismes matemàtics més o menys complexes que relacionen els valors numèrics. El càlcul amb els mateixos permet representar el procés físic o els canvis quantitatius del sistema modelat.

### Segons l'aleatorietat
Una altra classificació independent de l'anterior, és segons si una entrada o situació inicial concreta pot correspondre o no a diverses sortides o resultats, en aquest cas els models es classifiquen en:
- Determinista: es coneix de manera puntual la forma del resultat. A més, les dades utilitzades per alimentar el model són completament conegudes i determinades.
- Estocàstic: probabilístic, no es coneix el resultat esperat, sinó la seva probabilitat.

### Exemples
Un model mixt operacional estadístic és una teoria o situació causal de fets i expressat amb símbols de format matemàtic. Per exemple, les taules de contingència. De fet els models matemàtics es construeixen amb diferents nivells de significació i amb diferents variables.

### Model matemàtic de simulació hidrològica
S'utilitzen per estudiar situacions extremes, difícilment observables en la realitat, com ara els efectes de precipitacions molt intenses i perllongades en conques hidrogràfiques, en el seu estat natural, o en què s'ha intervingut amb obres com canals, preses, dics de contenció, ponts, etc.
La conca hidrogràfica és dividida en subconques considerades homogènies des del punt de vista: del tipus de sòl, del declivi, de la seva cobertura vegetal. El nombre i tipus de les variables hidrològiques que intervenen en el model són funció d'objectiu específic per al qual s'elabora el mateix.

## Fases de construcció d'un model
En molts casos la construcció o creació de models matemàtics útils segueix una sèrie de fases ben determinades:
1. Identificació d'un problema o situació complexa que necessita ser simulada, optimitzada o controlada i, per tant, requeriria un model matemàtic predictiu.
2. Elecció del tipus de model, això requereix precisar quin tipus de resposta o output pretén obtenir, quines són les dades d'entrada o factors rellevants, i per a què pretén usar-se el model. Aquesta elecció ha de ser prou simple per permetre un tractament matemàtic assequible amb els recursos disponibles. Aquesta fase requereix a més identificar el nombre més gran de dades fidedignes, retolar i classificar les incògnites (variables independents i dependents) i establir consideracions, físiques, químiques, geomètriques, etc. que representin adequadament el fenomen en estudi.
3. Formalització del model en què es detallaran quina forma tenen les dades d'entrada, quin tipus d'eina matemàtica es farà servir, com s'adapten a la informació prèvia existent. També podria incloure la confecció d'algorismes, acoblament d'arxius informàtics, etc., etc. En aquesta fase possiblement s'introduiran també simplificacions suficients perquè el problema matemàtic de modelització sigui tractable computacionalment.
4. Comparació de resultats. Els resultats obtinguts com prediccions necessiten ser comparats amb els fets observats per veure si el model està predient bé. Si els resultats no s'ajusten bé, sovint es torna a la fase 1.
És important esmentar que la immensa majoria de models matemàtics no són exactes i tenen un alt grau d'idealització i simplificació, ja que una modelització molt exacta pot ser més complicada de tractar d'una simplificació convenient i, per tant, menys útil. És important recordar que el mecanisme amb què es desenvolupa un model matemàtic repercuteix en el desenvolupament d'altres tècniques de coneixements enfocades a l'àrea sociocultural.